# Бутырский, Михаил Михайлович
Михаил Михайлович Бутырский (2 марта 1953 года, Ташауз — 7 февраля 2022 года) — туркменский политический и общественный деятель. Член Демократической партии Туркменистана. Народный депутат Верховного совета (меджлиса) Туркменистана 1 созыва 1990—1994.

## Биография
Родился 2 марта 1953 года в городе Ташауз (ныне Дашогуз) Туркменской ССР в семье кадрового офицера Михаила Александровича Бутырского и врача-педиатра Веры Алексеевны Бутырской. Родители были направлены в Туркменскую ССР по программе развития Средней Азии.
Младший ребёнок в семье. Старший брат — Бутырский Александр Михайлович.
В 1962 году семья переехала в город Красноводск (позднее Туркменбаши), Туркменская ССР, в связи с назначением главы семьи на новую должность.
Окончил Красноводское училище железнодорожного транспорта. Кафедра сигнализации и связи.
Высшее образование получил в Среднеазиатском институте инженеров железнодорожного транспорта, окончил факультет связи (город Ташкент, Узбекская ССР).
С 1971 года работал в «türkmen demir ýollary» (Железная дорога Туркменистана, МПС). В начале трудовой деятельности лично перемещался по территории Туркменской ССР с целью выявления проблем для последующей оптимизации системы железнодорожной сигнализации и связи. В результате чего внёс несколько модернизаций и подготовил ряд рационализаторских предложений по совершенствованию системы связи, которые позднее были реализованы под его руководством.
В 1991 году большинством голосов избран народным депутатом Верховного Совета Туркменистана от Балканского велаята (Балканской области).
Принимал активное участие в работе над проектом конституции независимого Туркменистана.
Главной целью своей деятельности считал становление демократии и улучшение жизни граждан Туркменистана.
Внедрил множество проектов по улучшению работы производственной инфраструктуры Туркменистан способствовавших улучшению жизни населения региона. Отстаивал права военнослужащих, принимавших участие в войне в Афганистане.
После окончания каденции продолжил работу в областных комитетах.
29 ноября 2003 года с семьёй эмигрировал на историческую родину супруги — Украину. В город Южноукраинск, в котором неоднократно гостил в период отпусков. Принял гражданство Украины.
В Украине с 2004 года занимал должность инженера электроцеха на Южноукраинской АЭС. Окончил трудовую деятельность после перенесенного инсульта в 2021 в связи с ухудшением состояния здоровья (68 лет).
Умер 7 февраля 2022 года в реанимационном отделении Южноукраинской городской больницы, г. Южноукраинск, Украина.
Похоронен на Южноукраинском городском кладбище.

## Личная жизнь
Супруга — Бутырская Валентина Ивановна (род. 1960).
Сыновья:
Бутырский Денис Михайлович (род.1988)
Бутырский Максим Михайлович (род. 1991)